# Hans Büchler (Heimatforscher)
Hans Büchler (* 1942) ist ein Schweizer Lehrer und Heimatforscher.

## Leben und Werk
Hans Büchler wurde zum Dr. phil. promoviert. Ab 1970 unterrichtete er Geschichte an der Kantonsschule Wattwil. Er ist Kurator am Toggenburger Regionalmuseum in Lichtensteig und veröffentlichte Schriften über das Toggenburg.

## Schriften (Auswahl)
- Alltag und Festtag im oberen Toggenburg. Toggenburger Verlag, Wattwil 2012.
- Der Alpstein. Appenzeller Verlag, Herisau 2000.
- Obrigkeit und Opposition. Toggenburger Vereinigung für Heimatkunde, 1999.
- Wattwil. Wattwil 1997.
- Das Toggenburg und seine Eisenbahnen. Toggenburger Vereinigung für Heimatkunde, 1995.
- Das Toggenburg. Niggli, Sulgen 1993, 2. Auflage.
- Bekanntes und Unbekanntes aus dem Ortsbild Wattwil. Toggenburger Verlag der Buchdruckerei Wattwil, Wattwil 1979.